# THE FIRST STRUGGLE
『THE FIRST STRUGGLE』（ザ・ファースト・ストラグル）は、ZEEBRAのベスト・アルバム。

## 概要
自身初となるベストアルバム。プライエイド・レコーズ時代では最後のアルバムとなった。

## 収録曲
1. 真っ昼間
1stシングル。
2. I'M Still No.1
1stアルバム「THE RHYME ANIMAL」収録。
3. Parteechecka (Bright Light mix)
1stアルバム「THE RHYME ANIMAL」収録。
4. Original Rhyme Animal (Mr.Drunk Remix)
1stアルバム「THE RHYME ANIMAL」収録。Mr.Drunkによるリミックス。
5. 未来への鍵 feat. AKEEM DA MANAGOO (Osawa's Realized Mix feat.Bird) 
1stアルバム「THE RHYME ANIMAL」収録。大沢伸一によるリミックスにBirdが参加。
6. Zeus 2000 (Original Version)
2ndシングル。
7. Mr.Dynamite
3rdシングル。
8. Children's Story
2ndアルバム「BASED ON A TRUE STORY」収録。
9. プラチナム・デート Feat. Double
2ndアルバム「BASED ON A TRUE STORY」収録。
10. Neva Enuff Feat. Aktion
4thシングル。
11. Baby Girl - Tinyvoice, Production Remix Feat. F.O.H
5thシングル。Tiny Voice ProductionによるリミックスにFull Of Harmonyが参加。